# Прапор Дворічанського району
Пра́пор Дворіча́нського райо́ну — офіційний символ Дворічанського району Харківської області, затверджений 24 грудня 2010 року рішенням № 31 ІІ сесії Дворічанської районної ради VI скликання. Авторами проекту прапора є О. В. Кірсанов та О. Д. Фоменко.

## Опис
Прапор являє собою прямокутне полотнище із співвідношенням сторін 2:3, що поділене вертикально у співвідношенні 1:5. Прапор складається з вертикальної смуги малинового кольору, та інших смуг у співвідношенні 15:4:4:15 — двох рівновеликих горизонтальних жовтого та зеленого кольорів та двох хвилястих смуг синього кольору з білим. В центрі полотнища зображено герб району.

## Символіка
Прапор району є символом, що відображає його історію та традиції: малинова смуга — колір козацтва, відмічає належність району до Харківської області, прапор якої малинового кольору. Жовта смуга Державного Прапору України одночасно є ознакою сільськогосподарського напрямку розвитку району. Хвилясті сині смуги — дві річки, за якими названо районний центр. Зелена смуга означає багатство природи екологічно чистого краю.